# Müggelsee
Le Grand Müggelsee (Großer Müggelsee) est le plus grand lac de la région de Berlin. Il est situé dans l'arrondissement de Treptow-Köpenick au sud-est de la capitale allemande.

## Présentation

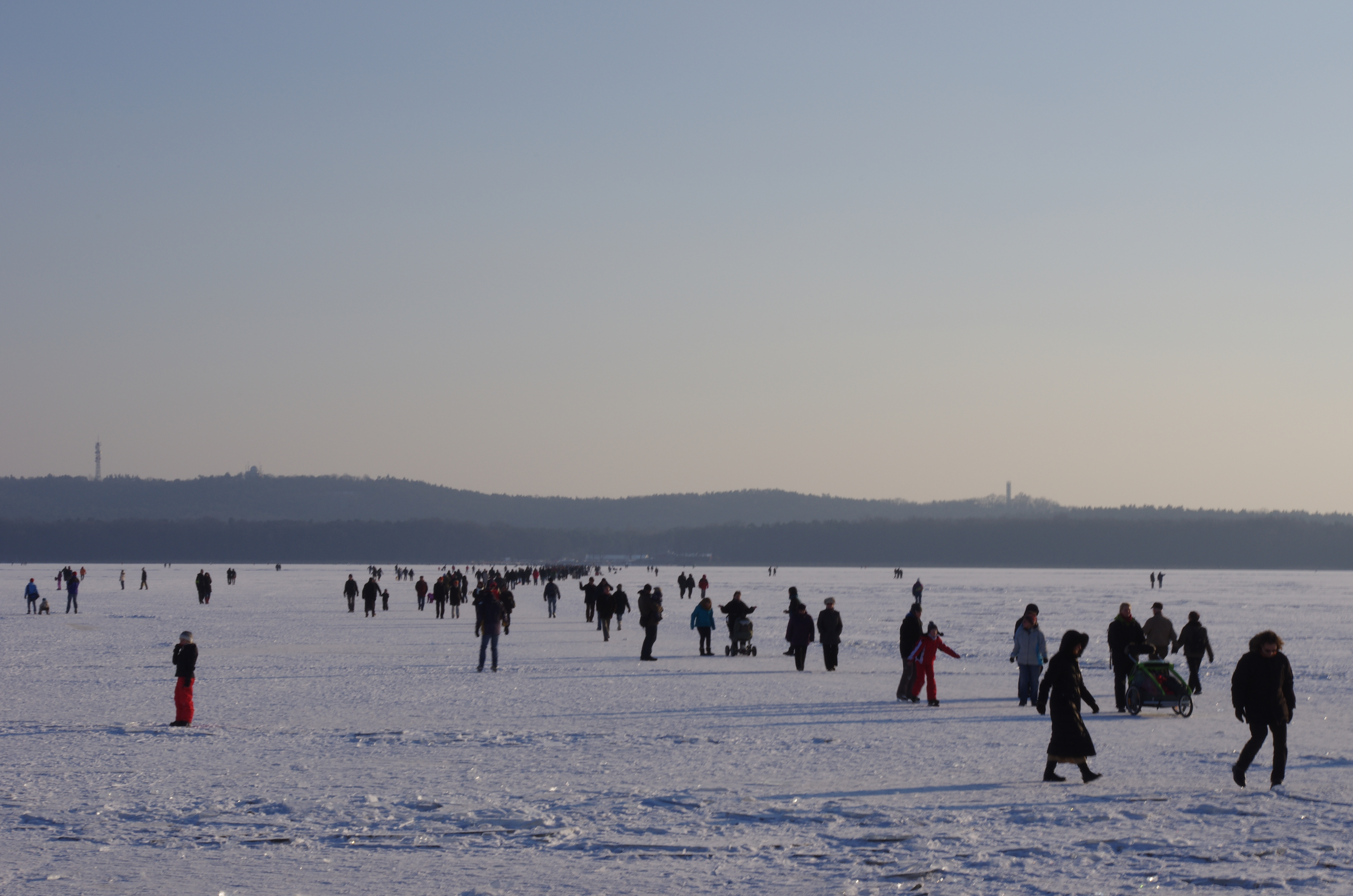
le Müggelsee en glace en 2012

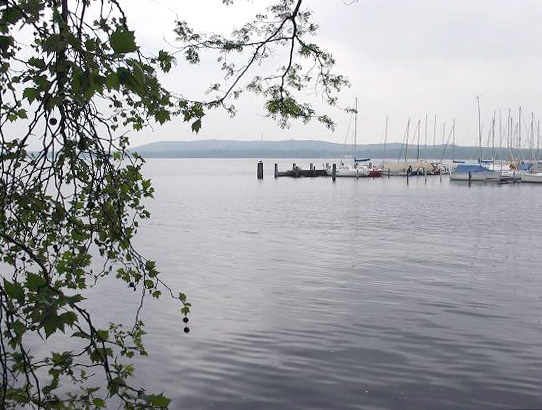
le Müggelsee à Berlin.

Le Müggelsee s'étend sur quatre quartiers berlinois, Köpenick, Friedrichshagen, Rahnsdorf et Müggelheim.
Le lac s'étend sur 7,4 kilomètres carrés, avec un maximum de 4,3 km de long sur 2,6 km de large et jusqu'à huit mètres de profondeur. Le lac longe les collines appelées Müggelberge qui sont les sommets les plus hauts de Berlin avec près de 115 mètres d'altitude. Elles se sont formées lors de la période du pléistocène.
Le Müggelsee est alimenté par les eaux de la rivière Spree qui s'écoule par la Müggelspree jusque dans le lac, en passant par le Petit Müggelsee (Kleiner Müggelsee).

## Étymologie
Les premières mentions du mot Müggel, selon Gerhard Schlimpert, remontent à 1394, dans le Codex diplomaticus Brandenburgensis (« Recueil diplomatique du Brandebourg »).
La toponymie de Müggel serait d'origine pré-slave, d'origine germanique à partir d'une racine proto-indo-européenne Müggel : mighla = brouillard, nuage, de même origine que le terme néerlandais miggelen = arroser.